# Kriegerstele von Magacela

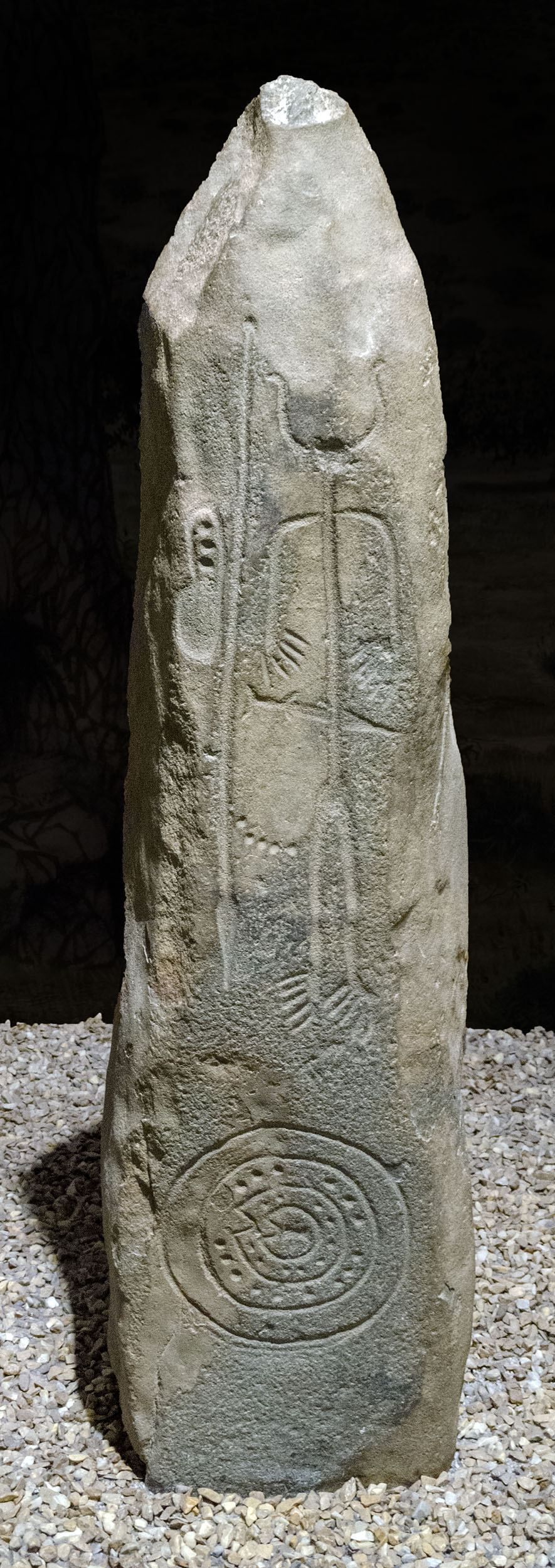
Kriegerstele von Magacela

Die Kriegerstele von Magacela (spanisch Estela del Guerrero de Magacela) wurde 1939 aus der Wand eines Obstgartens in Magacela in der Provinz Badajoz in der Extremadura in Spanien entfernt, um ins Museo Arqueológico Nacional de España überführt zu werden.
Es ist eine spitzkonische Stele der späten Bronzezeit mit der schematischen Darstellung des Kriegers und seiner Grabbeigaben, die sich aus Dolch oder Schwert, gehörntem Helm, Rundschild und einem Speer zusammensetzen. Als Spiegel interpretierte und als Tassen eingestufte Darstellungen ergänzen das Bild.
Die Stele aus dunkelgrauem Tonstein ist an ihrer Basis und an der Spitze abgebrochen. Sie ist 1,42 m hoch, an der Basis 0,35 m breit und maximal 0,32 m dick. Die Figur des Kriegers und alle dekorativen Elemente sind mit einfachen Linien dargestellt und formale Merkmale der Kunst des 11. bis 9. Jahrhunderts v. Chr. da Elemente mit orientalischem Einfluss fehlen.